# Kalvis Kalnins
Kalvis Kalnins (16 febbraio 1991) è un karateka lettone, specializzato nel kumite. È stato campione europeo a Budapest 2017 nel torneo dei -60 chilogrammi.

## Biografia
Ha rappresentato la Lettonia ai Giochi europei di Minsk 2019, dove si è aggiudicato la medaglia d'oro nel torneo dei -60 chilogrammi.

## Palmarès
- Mondiali

Madrid 2010: bronzo nei -60 kg.;
- Europei

Adeje 2012: argento nei -60 kg.;
Budapest 2013: bronzo nei -60 kg.;
Budapest 2017: oro nei -60 kg.;
Novi Sad 2018: bronzo nei -60 kg.;
- Giochi europei

Minsk 2019: oro nei -60 kg.;